# Форт Джефферсон (Флорида)
Форт Джефферсон (англ. Fort Jefferson) — покинутый форт XIX века на острове Гарден-Ки (англ. Garden Key), входящем в группу островов Драй-Тортугас в Мексиканском заливе. В настоящее время — туристический объект. Форт является частью национального парка Драй-Тортугас. В форте постоянно проживают несколько рейнджеров и волонтёров. Административно относится к округу Монро в американском штате Флорида. На остров есть ежедневные рейсы парома и гидросамолёта.
В 1819 году Соединённые Штаты купили Флориду у Испании. В 1826 году на острове Гарден-Ки был построен маяк, который функционировал до 1924 года. В 1846 году началось строительство форта, названного в честь президента Томаса Джефферсона. В 1865 году в форте Джефферсон были сосланы участники заговора с целью убийства президента Линкольна. К 1888 году от военного применения форта было решено отказаться из-за сложности его содержания в условиях частых ураганов и тропического климата. Форт был передан медицинской службе ВМС США для использования в качестве карантинного учреждения.
4 января 1935 года президент Франклин Рузвельт во время посещения островов Флорида-Кис объявил форт национальным памятником. 10 ноября 1970 года форт Джефферсон был включён в Национальный реестр исторических мест США. 26 октября 1992 года на островах Драй-Тортугас был создан национальный парк.